# Spurius Lucretius Tricipitinus
Pour les articles homonymes, voir Lucretius Tricipitinus.
Spurius Lucretius Tricipitinus est l'un des premiers consuls de la République romaine, père de Lucrèce et frère de Titus Lucretius Tricipitinus (consul en 508 et 504 av. J.-C.).
Il faut cependant préciser que comme la plus grande partie des hommes et des institutions de cette époque romaine, la réalité de son existence historique et de ses actions nous échappent, nos sources lacunaires présentant par ailleurs des récits et des traditions considérablement réécrits et déformés.

## Biographie selon la tradition

### L'instauration de la République
Alors que Sextus Tarquin a violé Lucrèce, qui s'est ensuite suicidée, quatre hommes se jurent de renverser la royauté et la tyrannie des Tarquins. Spurius Lucretius Tricipitinus, Lucius Tarquinius Collatinus, le mari de Lucrèce, Lucius Junius Brutus et Publius Valerius Publicola,,. Selon Tite-Live, Lucrèce se suicide en présence des quatre hommes, après leur avoir fait jurer de la venger. Denys d'Halicarnasse donne une version quelque peu différente : Seuls son père, Spurius Lucretius Tricipitinus, dans les bras desquels elle meurt, et Publius Valerius Publicola sont présents.
À noter que selon la légende, ils sont tous les quatre consuls en l'an 1 de la République, Lucius Junius Brutus et Lucius Tarquinius Collatinus en début d'année, et Publius Valerius Publicola et Spurius Lucretius Tricipitinus suffects, après la mort du premier et l'exil du second.
Les quatre hommes exposent le corps de Lucrèce sur le Forum Romanum, haranguent le peuple de Rome, et prononcent l'exil du roi. L'instauration de la République, selon la légende, a lieu,.

### L'exil de Collatin et le complot pour rétablir Tarquin
Selon Tite-Live, c'est lui qui réussit à convaincre Tarquin Collatin, alors consul, à partir en exil. Selon Denys d'Halicarnasse, Brutus accuse son collègue Collatin d'être du côté des tyrans, les Tarquins, et souhaite que le peuple vote pour la condamnation à mort des conjurés, malgré l'opposition de Collatin, et le peuple est furieux contre ce dernier. Alors Spurius Lucretius Tricipitinus demande la permission d'intervenir devant le peuple, une première pour un citoyen privé, et convainc son gendre Collatin de s'exiler et Brutus de laisser noblement partir son collègue. Le premier accepte de quitter la ville et s'exile à Lavinium tandis que le second, pour le remercier, fait voter un don pour l'exilé auquel il participe.

### Son premier consulat, suffect
Publius Valerius Publicola est élu en lieu et place de l'exilé, et se retrouve seul consul après la mort de Lucius Junius Brutus. Il organise de nouvelles élections consulaires, et Spurius Lucretius Tricipitinus est élu consul, mais meurt peu après le début de son mandat, toujours en 509 av. J.-C.,.